# Chronographie
La chronographie, grec ancien : χρονογραφία ou χρονογράφος, est une nature de document historique qui correspond aux termes de chronique et d'annales. Il est l'équivalent en la langue grecque de chronologie.
La chronographie est un genre intermédiaire, ni aussi succincte que la chronologie, ni aussi développée que les annales, dans la narration année par année des événements historiques.
Les auteurs ayant écrit des chronographies appartiennent essentiellement au monde byzantin, les plus connus étant Georges le Syncelle dont l'Ekloge chronographias embrasse des événements du monde depuis Adam et Ève jusqu'au début du règne de Dioclétien, et Théophane le Confesseur, dont la chronographie écrite entre 810 et 814 couvre du règne de Dioclétien à celui de Léon V l'Arménien.